# 形象埴輪

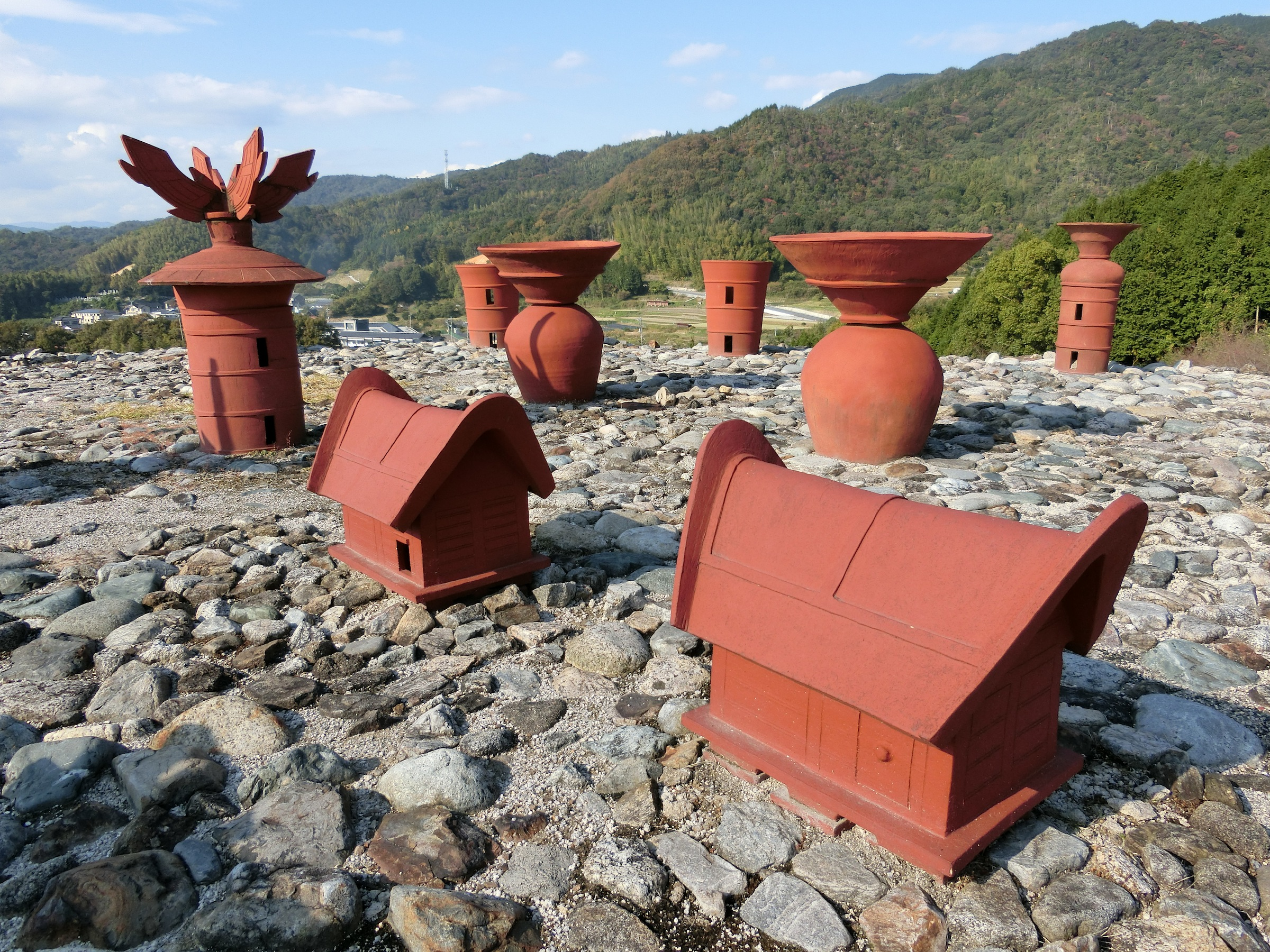
柳井茶臼山古墳の家形埴輪（手前）と蓋形埴輪（左奥）。

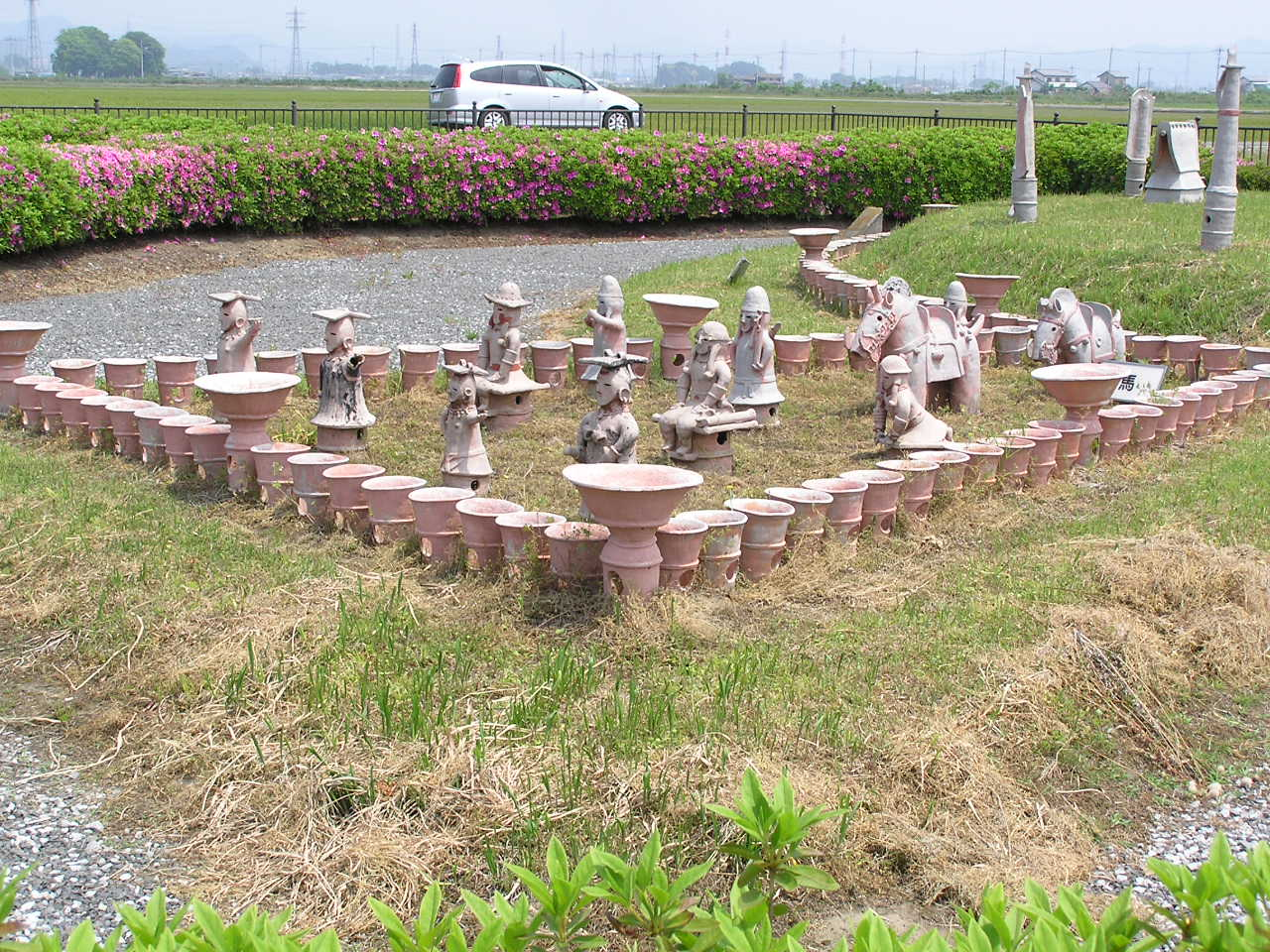
塚廻り古墳群第4号墳の前方部上に復元配置された形象埴輪群（群馬県太田市、出土した原品は重要文化財）

形象埴輪（けいしょうはにわ）は、古墳時代に古墳の墳丘上や周囲に立て並べられた焼き物である埴輪のうち、家や器物・人物・動物などを象った具象的なものをいう。これとは別種の埴輪として円筒埴輪（朝顔形埴輪を含む）がある。

## 概要
形象埴輪は、大別して家形埴輪・器財埴輪・人物埴輪・動物埴輪の4種に分けられ、配置位置が規定されている。

### 家形埴輪
墳頂の中央部に配置されるもので、最も中心的な埴輪である。単独で置かれることは少なく、複数で置かれ、その周りを円筒埴輪や器財埴輪が取り囲んでいる。このようなことから首長の居館や神殿・祭殿などの建築物復元に役立っている。

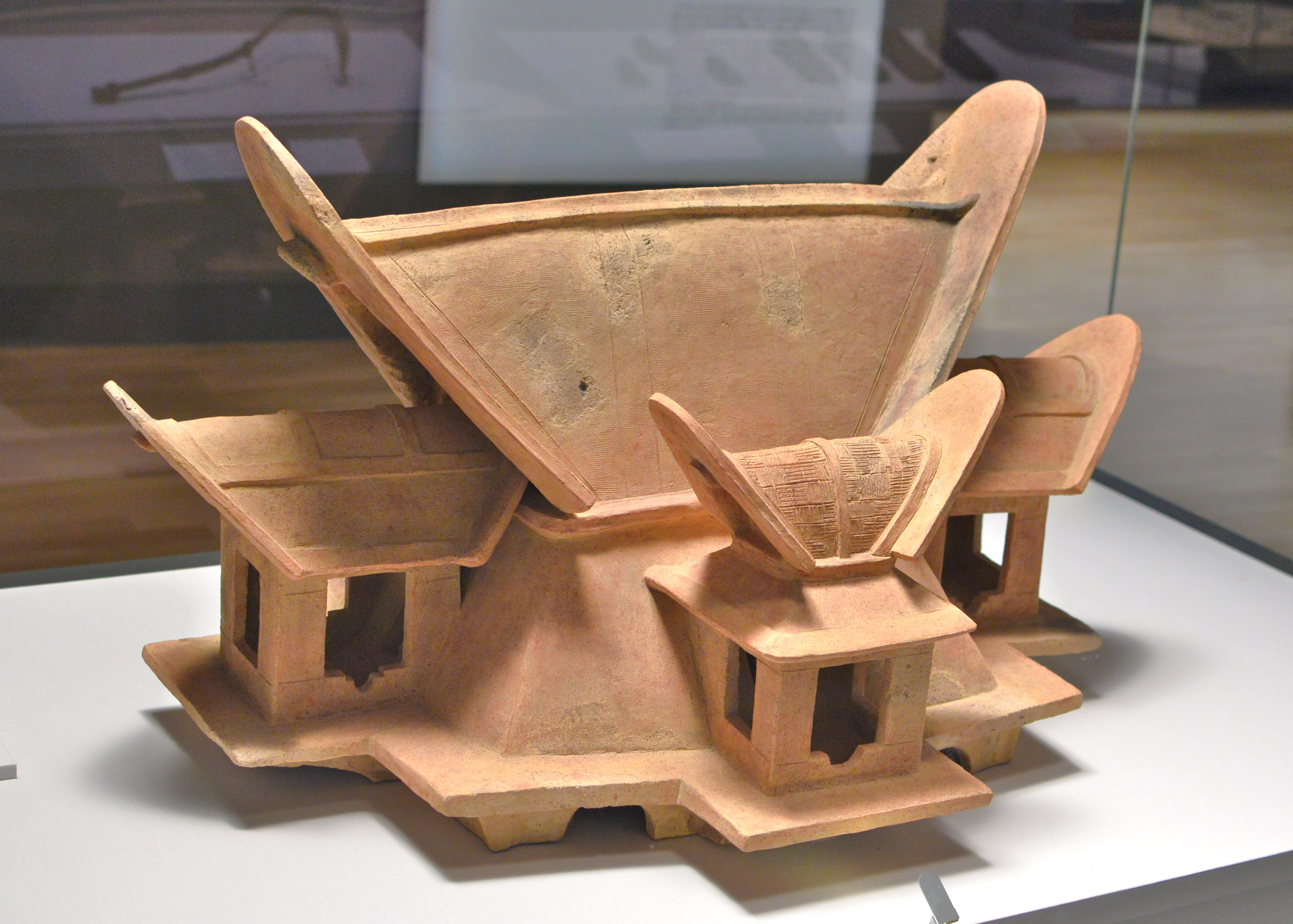
子持家（宮崎県西都市西都原古墳群出土）東京国立博物館蔵

### 器財埴輪
家形埴輪を守護し、その周りに配置されている。種類としては、貴人に差しかけた蓋（きぬがさ）や翳（さしば）、冠や椅子などの威儀具、高坏や壺などの容器、大刀・弓・甲冑・盾・靫（ゆぎ）・鞆（とも）などの武器・武具といった器財がある。これらは葬送儀礼の復元に欠かせない。
なお、「壺形埴輪」と呼ばれるものについては、壺という器物を表しているため形象埴輪とも言いえるが、埴輪の起源的土器である弥生時代の特殊器台・特殊壺の中の「特殊壺」が埴輪化していったものであるため（円筒埴輪と一体化して朝顔形埴輪にもなった）、他の形象埴輪群とは起源や系統が大きく異なり、円筒埴輪に類するとされている。

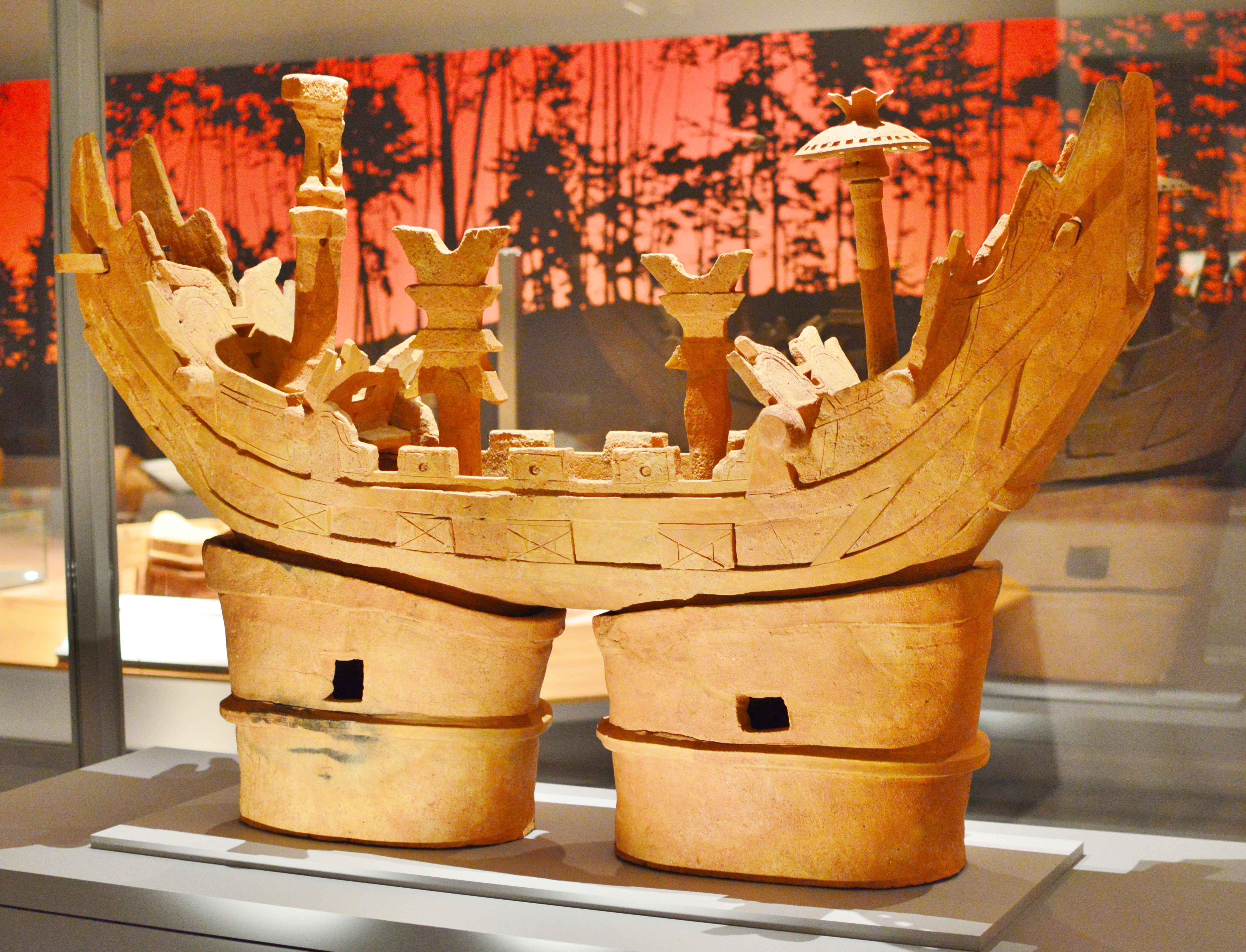
船（三重県松阪市宝塚1号墳出土）松阪市蔵

### 人物埴輪
造出や外堤に置かれている。首・巫女・楽器を弾く人・武人・盾持ち人・鷹飼い・鵜飼い・馬飼い・力士などで、特に、何かを捧げ持つ女子が圧倒的に多く、巫女と考えられる。男子は、いで立ちや姿勢で諸職能が表現されている。それらの場面は、首長の死に際して、首長権を継承する儀礼を表しているという説と生前の晴れの場面を表しているという説などが出されている。儀式を彩った人物埴輪を通して、衣装や風俗、身分や職掌などが復元できる。

国宝・埴輪武装男子立像（群馬県太田市飯塚町出土）東京国立博物館蔵
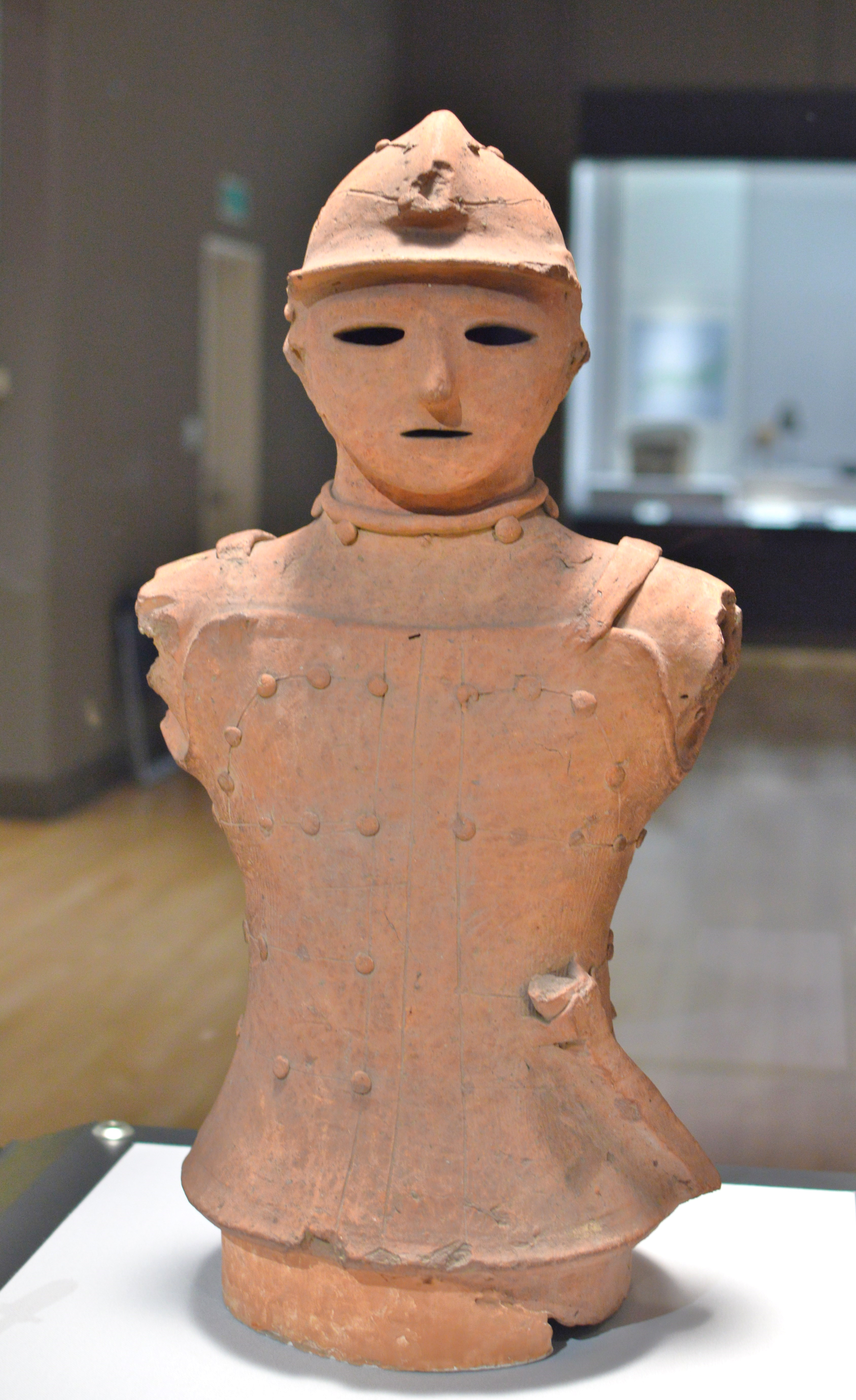
重要文化財・埴輪武装男子像（埼玉県熊谷市上中条出土）東京国立博物館蔵
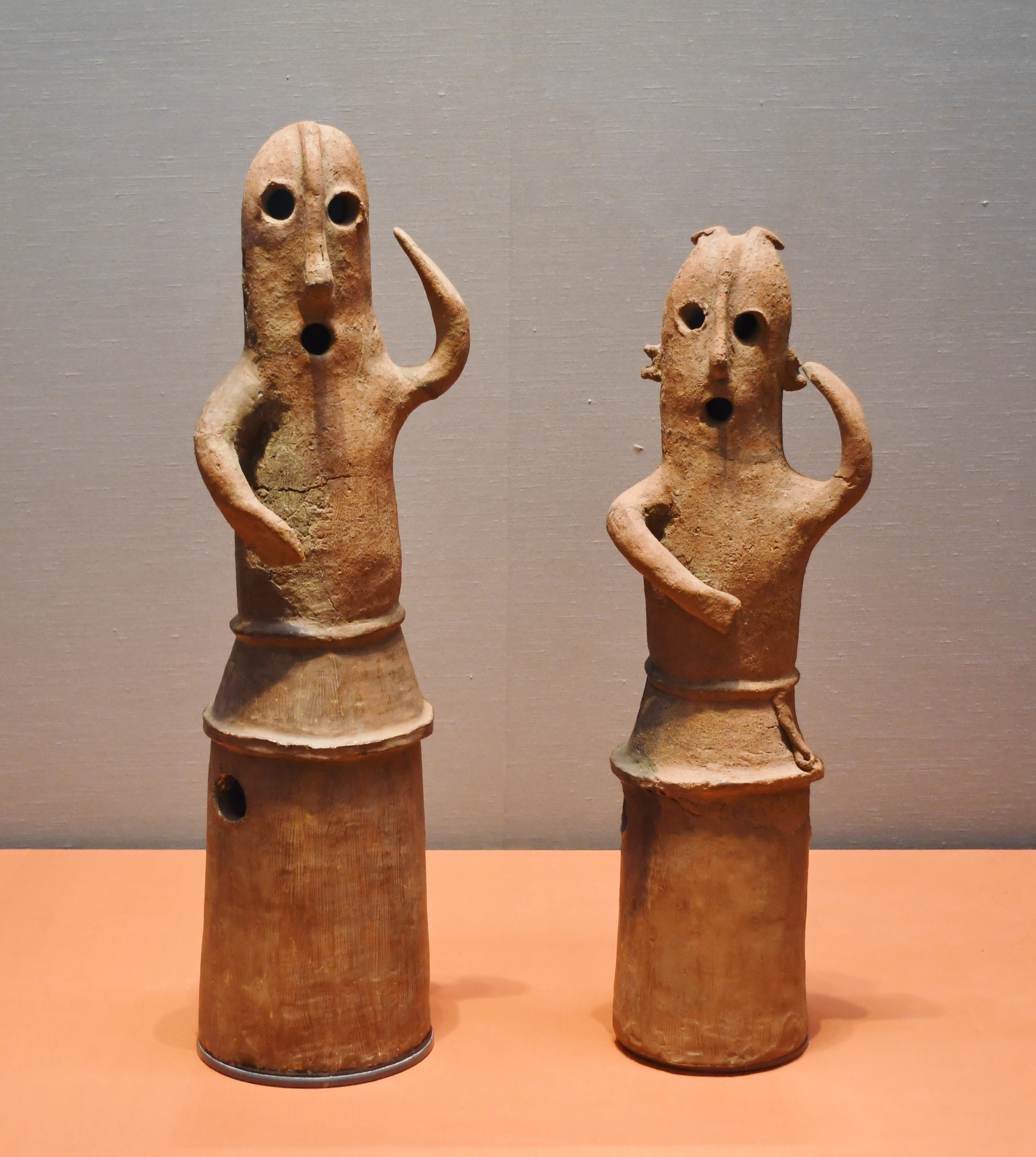
埴輪 踊る人々（馬飼い人）。俗に「踊る埴輪」とも呼ばれるが、左腕を上げて手綱を持ち馬を曳く「馬飼い」の姿と考えられている[5][6][7]。（埼玉県熊谷市野原出土）東京国立博物館蔵

### 動物埴輪
飾り馬が最も多く、被葬者の権威をよく表し、人物埴輪とともに置かれている。ウマ・イヌ・鵜・鷹・イノシシ・シカ・水鳥・鶏・牛などが確認されており、人間と動物との深い関わりを伝えている。これらの埴輪は古墳祭祀の復元にとって重要なデータである。

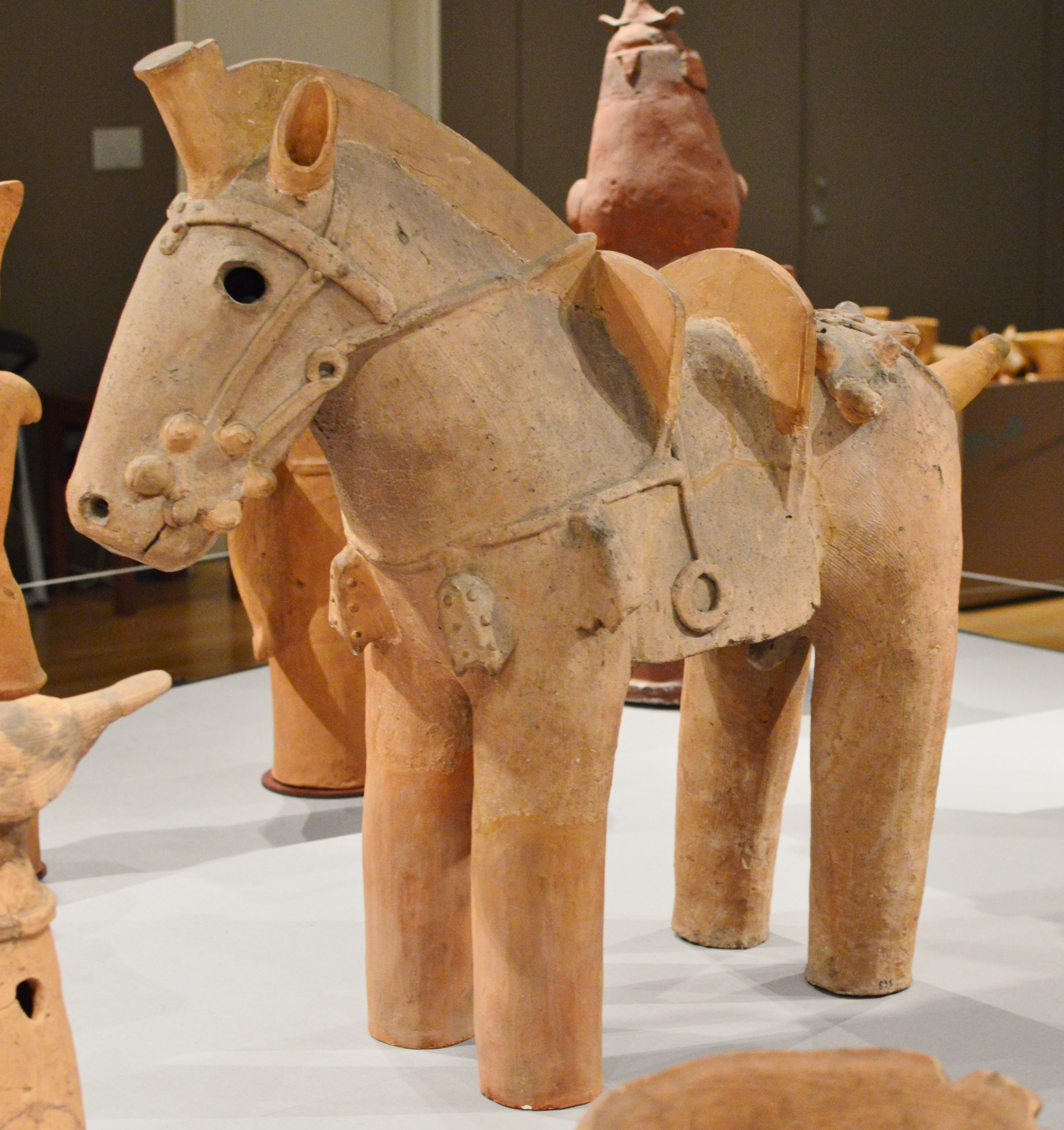
馬（埼玉県熊谷市上中条出土）東京国立博物館蔵

## 研究略史
形象埴輪の学史は古く、初期には後藤守一が1931年（昭和6年）に発表した論文「埴輪の意義」などがある。後藤は同論文で、人物埴輪に表現される服飾や装備品、所作などから個々の埴輪の表す職掌的性格などを分析し、古墳に樹立される形象埴輪群（埴輪群像）に対して、古墳に葬られる首長（豪族）を送る葬儀、葬列を表すものではないかとする具体的な意義・解釈に初めて言及した。
1956年（昭和31年）に早稲田大学の滝口宏らによって行われた千葉県横芝光町・芝山古墳群の発掘調査では、同古墳群姫塚の墳丘北側前方部の隅角から後円部背後まで50メートルにわたって形象埴輪が行列のまま倒れているのが発見された。第1群は笠をかぶった馬子、鞍を着けた馬4頭、武人5体、第2群は男子像16体、器財埴輪1個、第3群は女子像7体、第4群は男子像10体となっていた。この中にはあごひげを伸ばした武人、くわを持った農夫、やや離れてひざまずく男子と琴を膝に置く人物などもあった。埴輪列が原位置を保ったまま完存していた稀有な例であり、それまで不明であった形象埴輪の配列の意味を知ることのできる最初の発見であった。滝口は、この調査結果から、後藤と同じく葬列説を提示したが、人物埴輪群像の向きが全て墳丘に対して外側を向いていたことなどから異論も出た。
小林行雄は、1958年（昭和33年）に形象埴輪の編年的研究を行い、形象埴輪には種類によって出現時期に差異があることを指摘した。
1971年（昭和46年）に水野正好は、1929年（昭和4年）に発掘調査されていた群馬県保渡田八幡塚古墳の形象埴輪配列の構造を検討して「埴輪芸能論」を発表し、埴輪群像を「王権継承儀礼」を表したものとする説を唱え、埴輪祭祀に対する解釈をより深化させ、学界に大きな影響を与えた。
円筒埴輪に対して形象埴輪は編年的研究が困難とされていたが、1988年（昭和63年）に高橋克壽が器財埴輪についての編年を提示し、以後形象埴輪の研究も活性化した。
1996年（平成8年）には、後藤守一以来の既存の人物埴輪の分類・名称設定に疑問を投げ掛けた塚田良道が、型式学的分析から再検討し、例えば「踊る埴輪」と呼ばれていた埴輪が「馬飼」に分類されるべきものであることなどを指摘した。
1998-2000年度（平成10-12年度）に、伊勢国で最大の前方後円墳である宝塚1号墳（三重県松阪市）の造出付近で行われた発掘調査では、埴輪の配置が明らかにされている。同古墳の造出と前方部との間には、船形埴輪と家形埴輪が置かれていた。そこから墳丘外に向かったところに井戸とその覆屋を表現した囲形埴輪や柵形埴輪が円筒埴輪と壺に囲まれるように置かれていた。また、くびれ部の反対側の裾に、導水施設とその覆屋を表した囲形埴輪と柵形埴輪が家形埴輪と一緒に置かれていた。これらの例は、水が葬送儀礼と大いに関係あることを示すと考えられている。
2000年（平成12年）には「埴輪芸能論」の基礎資料として知られる保渡田八幡塚古墳について、史跡整備に伴う再発掘調査と発掘調査報告書をまとめた若狭徹により、八幡塚古墳の埴輪配列には首長権継承儀礼の意味だけではなく、亡き首長が生前に執り行った複数の儀礼行為の場面も表されており、埴輪群像とは、古墳に葬られた首長の権力の表象装置である、とする新たな解釈が加えられた。

## 変遷
形象埴輪の変遷を簡単に編年すると以下のようになる。

### 第1段階
4世紀前半ごろから始まる。家・蓋・盾・靫（ゆぎ）・鶏などを造形した埴輪が後円部頂の中央部に配置され、その周辺に円筒埴輪が配列される。

### 第2段階
4世紀後半頃から始まる。造出が前方後円墳や大型円（方）墳に敷設され、そこに形象埴輪が配列される。

### 第3段階
5世紀後半頃から6世紀中頃にかけての時期。5世紀に入ると墳頂の形象埴輪の配置に一つの変化が現れる。二重周濠の中堤に多様な造形の形象埴輪群（埴輪群像）が配置され、新たに人物埴輪や馬形埴輪が登場する。

### 第4段階
6世紀後半から6世紀末頃には、墳丘テラスに形象埴輪が並べられた。この頃になると動物埴輪でも馬形埴輪以外の前代段階でよく見かけた囲形埴輪・舟形埴輪などの埴輪や方形区画がほとんど姿を消している。